# Dryptodon leucophaeus
Dryptodon leucophaeus là một loài Rêu trong họ Grimmiaceae. Loài này được (Grev.) Brid. mô tả khoa học đầu tiên năm 1827.